# Sopotfestivalen
Sopotfestivalen är en årlig internationell musiktävling i staden Sopot i norra Polen. Det är en av de största musiktävlingarna i Europa. Den hade premiär 1961.
Se även Intervision Song Contest.

### Fotnoter
1. ↑  ”Polsk festival rena svensktoppen”. Skånska dagbladet. 20 augusti 2008. http://www.skd.se/2008/08/20/polsk-festival-rena-svensktoppen/. Läst 28 augusti 2016.